# Albertirsa
Albertirsa è una città di 12.217 abitanti situata nella contea di Pest, nell'Ungheria settentrionale.

## Amministrazione

### Gemellaggi
- Gaggiano, Italia
- Pabradė, Lituania
- Malacky, Slovacchia
- Șimleu Silvaniei, Romania
- Rakičan, Slovenia